# Alicia Sacramone
Alicia Marie Sacramone (Boston, 3 de dezembro de 1987) é uma ex-ginasta estadunidense. Ela foi membro da equipe nacional estadunidense e campeã do solo no Mundial de Ginástica Artística disputado na cidade de Melbourne.
Alicia fez parte da equipe nacional sênior de 2005 a 2012 e era considerada uma peça chave nas disputas internacionais pela experiência adquirida e por suas rotinas bem pontuadas. Sacramone foi medalhista por sete vezes em Campeonatos Mundiais e integrou a equipe norte-americana nas Olimpíadas de Pequim, em 2008. Em seu país, Sacramone é reconhecida por seu espírito de liderança, por frequentemente apoiar as companheiras de equipe em situações estressantes durante as competições.
Em 30 de Janeiro de 2013, aos 25 anos, ela anunciou sua aposentadoria.
Ela encerrou a carreira sendo a atleta dos Estados Unidos com mais triunfos em Mundiais, com 10.

## Biografia
Alicia Sacramone (pronuncia-se /əˈliʃə ˌsækɹəˈmoʊni/) é a filha caçula de Fred e Gail Sacramone. A jovem tem ascendência italiana e seu irmão mais velho chama-se Jonathan. Com Alicia ainda mora sua cachorrinha, Maddie, uma yorkshire terrier.
Sacramone começou a estudar dança aos três anos e iniciou seus treinamentos na ginástica cinco anos depois, em 1996, já com 8 anos de idade. Desde o princípio, seus treinadores são os romenos Mihai Brestyan e Silvia Brestyan.
Graduada na Winchester High School em 2006, hoje Alicia cursa sociologia na Brown University e, aos 21 anos, é a terceira ginasta norte-americana no ranking de maiores medalhistas em Mundias de Ginástica Artística, atrás das empatadas Nastia Liukin e Shannon Miller.

## Carreira
Alicia entrou para a elite americana da ginástica no ano 2000 e em 2003, aos quinze, entrava para a elite sênior, onde permanece com bons resultados e boas apresentações. Seus principais aparelhos são o salto e o solo.

### EUA Júnior
Sacramone não ficou por muito tempo na divisão júnior. Competiu apenas por três anos - sendo dois deles de preparações e sem grandes campeonatos - e conquistou algumas medalhas em sua passagem.
Suas primeiras competições foram em 2002. No U.S Classic, realizado na cidade da Virginia, Sacramone fez sua estreia com o quinto lugar na trave, o sexto no salto e o sétimo no individual geral. Na competição seguinte, a Estados Unidos vs. Japão, realizada no Texas, a equipe norte-americana saiu com a medalha de ouro. E, no último campeonato do ano, o Campeonato Nacional Americano, cuja edição fora em Ohio, Alicia conseguiu apenas a sétima colocação na trave.

### EUA Sênior
2003 fora o ano da transição para Sacramone e logo vieram suas primeiras competições como sênior. No Campeonato Nacional, realizado em Milwaukee, a ginasta conseguiu sua primeira medalha individual, o bronze no solo. Em seguida, no U.S Classic, em San Antonio, veio o sétimo lugar no salto. E, na Copa de Ginástica de Massilia, a quarta colocação no solo.
No ano seguinte, Alicia alternou entre bons e ruins resultados. Não conseguiu se classificar para as Olimpíadas de Atenas, mas obteve medalhas em algumas competições. As primeiras vieram da Podium Meet, em Nova Iorque, onde conquistou duas medalhas de ouro: Uma por equipes e outra no solo. Em seguida, outra primeira colocação no solo, na American Classic, em Ontario, Califórnia. No Campeonato Visa, Alicia conquistou a medalha de prata no salto. E, no Campeonato da Aliança do Pacífico, realizado em Honolulu - Havaí, a ginasta conquistou mais dois ouros - O primeiro deles veio por equipes e o segundo, no salto. Por fim, ainda em 2004, competindo internacionalmente, na Copa do Mundo, Sacramone conquistou a medalha de prata no salto. Já na final desta competição, realizada na Grã-Bretanha, veio a medalha de ouro nesse mesmo aparelho.
Em 2005, mais medalhas para a ginasta: No Campeonato Pan Americano, de edição realizada no Rio de Janeiro, Alicia conquistou a medalha de ouro por equipes, no salto e no solo. Feito este repetido no Estados Unidos vs. Grã-Bretanha, na disputa por equipes. Nas duas etapas finais da Copa do Mundo, o salto mais uma vez lhe rendeu duas medalhas de ouro. Na edição da Copa realizada na Bélgica, ela ainda conquistou outro ouro, no solo. No ano seguinte, novas medalhas no salto: Novamente em uma etapa da Copa do Mundo realizada na Bélgica, Alicia conquistou a medalha de ouro, repetida no Campeonato Visa e no U.S Classic. Nessas competições, a ginasta ainda conquistou o ouro no solo (em ambas), a prata na trave e o bronze no individual geral, do U.S Classic.
Por fim, 2007 e 2008 trouxeram mais medalhas para Alicia em seu aparelho de melhor desempenho: Em 2007, no Campeonato Visa, novo ouro no salto. Nesse campeonato, ela ainda levou o bronze no solo e na trave. Encerrando o ano, no U.S Classic, a ginasta conquistou 3 ouros - no salto, na trave e no solo, superando as companheiras de equipe Nastia Liukin e Shawn Johnson. Já em 2008, no Campeonato Visa, realizado em Boston, Sacramone mais uma vez ficou com a medalha de ouro no salto. No solo, uma prata e na trave, uma terceira colocação e a medalha de bronze. Na competição seguinte, o Pré-Olímpico, mais uma primeira colocação no salto e a classificação para os Jogos de Pequim, China. Em 2008, após os Jogos Olímpicos, a atleta cedeu uma entrevista, na qual afirmou não demonstrar mais interesse em treinamentos para grandes competições, alegando estafamento físico. No entanto, até 2009, sua retirada definitiva do desporto não fora oficializada, pois Sacramone viajou pelo país fazendo promoção de um evento gímnico, o Campeonato Visa 2009. Após, deixou o quadro da equipe nacional norte-americana para a temporada. No fim do ano, em entrevista concedida ao canal NBC, declarou sua volta para a temporada 2010, ainda para competir no Campeonato Nacional, em agosto. No retorno às competições, em julho de 2010, Sacramone disputou o U.S Covergirl Classic, no qual competidora do salto e da trave de equilíbrio, encerrou medalhista de ouro em ambas provas. No mês seguinte, no Campeonato Visa, disputado em Hartford, conquistou novamente duas medalhas: sendo uma de ouro no salto sobre o cavalo e a prata na trave, superada pela companheira de seleção Rebecca Bross.

## Campeonatos Mundiais de Ginástica Artística
Sacramone teve 4 participações em Mundiais: Melbourne, Aarhus, Stuttgart e Roterdã e conquistou medalhas em todas as edições.

### Melbourne 2005
Em 2005, ela disputou o Mundial de Ginástica, na cidade de Melbourne, onde fez sua estreia e conquistou medalhas Não por equipes - nesta edição não houve tal evento -, Alicia conseguiu por duas vezes, subir ao pódio individualmente, em aparelhos.
A primeira, de ouro, foi no solo, com o score de 9,612, onde ultrapassou favoritas, como a brasileira Daiane dos Santos e a russa Elena Zamolodchikova. Já no salto, fora superada pela chinesa Fei Cheng e a uzbeca Oksana Chusovitina.

### Aarhus 2006
Em sua segunda participação em Mundias, etapa esta realizada na cidade de Aarhus, mais duas medalhas foram conquistadas pela ginasta.
Ao lado de Jana Bieger, Chellsie Memmel, Anastasia Liukin, Natasha Kelley e Ashley Priess, Alicia conquistou a medalha de prata por equipes, atrás apenas das chinesas. Na disputa individual, do salto, mais uma prata para Sacramone. Com a pontuação final de 15,325, ela não conseguiu ultrapassar os 15,712 da chinesa Cheng Fei e terminou na segunda colocação.

### Stuttgart 2007
No Campeonato Mundial de Ginástica de 2007, em Stuttgart - Alemanha, Sacramone obteve um resultado melhor que os anteriores - conquistou três medalhas.
Na disputa por equipes, Alicia esteve ao lado de Anastasia Liukin, Shayla Worley, Shawn Johnson, Samantha Peszek e Ivana Hong. Dessa vez, invertendo posições, as americanas conquistavam a medalha de ouro, ficando assim, as chinesas com a prata. Mais tarde, na disputa por aparelhos, Sacramone se classificou para a final do solo, onde conquistou uma prata ao não conseguir superar sua compatriota Shawn Johnson. Em sua última final, no salto, Sacramone ficou com a medalha de bronze e a pontuação final de 15,412, não suficiente para ultrapassar a medalhista de prata, a norte-coreana, Hong Su Jong, e a chinesa, Cheng Fei.

### Roterdã 2010
Nesta edição Mundial, a ginasta, de volta à equipe principal após as Olimpíadas de Pequim, conquistou duas medalhas.
Durante as preliminares, Alicia encerrou junto à seleção - formada ainda por Rebecca Bross, Mackenzie Caquatto, Bridget Sloan, Mattie Larson e Alexandra Raisman - na terceira posição, após um somatório total de 233,643. Durante esta etapa, a atleta conquistou ainda qualificação para a final do salto. Nas disputas por medalhas da prova coletiva, Sacramone ajudou a seleção a subir ao pódio na segunda colocação, após ser superada pela equipe russa de Aliya Mustafina, maior medalhista desta edição. Em seguida, na final do salto sobre a mesa, saiu-se vencedora após superar Mustafina, primeira colocada na fase classificatória.

## Jogos Olímpicos

### Pequim 2008
Em 2008, nos Jogos de Pequim (sua primeira aparição em disputas olímpicas), Alicia passou por um momento ruim durante a primeira final da ginástica: Pensou ter, sozinha, eliminado as chances de conquista da medalha de ouro pela equipe norte-americana, ao perder o equilíbrio logo em sua entrada na trave e ao cair de costas no solo após sua segunda acrobacia. Contudo, a equipe norte-americana - formada também por Nastia Liukin, Shawn Johnson, Bridget Sloan, Samantha Peszek e Chellsie Memmel - ainda conquistou a segunda colocação, atrás das chinesas. As romenas completaram o pódio com a medalha de bronze. Na final do salto, aparelho em que obteve classificação, Alicia foi a primeira a se apresentar. Ao encerrar-se a rotação, a ginasta terminou em quarto lugar logo após a apresentação da norte-coreana, Hong Un Jong, medalhista de ouro e penúltima a se apresentar na disputa.
Dessa forma, Alicia encerrou sua participação nesta edição dos Jogos, com uma medalha de prata, conquistada por equipes.

## Principais resultados
| Ano  | Evento                                    | AA  | Equipe           | Salto sobre o cavalo | Trave             | Barras assimétricas | Solo              |
| ---- | ----------------------------------------- | --- | ---------------- | -------------------- | ----------------- | ------------------- | ----------------- |
| 2002 | Campeonato Nacional Americano (júnior)    | 22º |                  |                      | 7º                |                     |                   |
| 2003 | Campeonato nacional Americano             | 14º |                  | 4º                   |                   |                     | Medalha de bronze |
| 2004 | Campeonato Nacional Americano             | 19º |                  | Medalha de prata     |                   |                     |                   |
| 2004 | Campeonato da Aliança do Pacífico         |     | Medalha de ouro  | Medalha de ouro      |                   |                     |                   |
| 2004 | Copa do Mundo – Ghent                     |     |                  | Medalha de ouro      |                   |                     | 4º                |
| 2004 | Copa do Mundo – Birmingham                |     |                  | Medalha de ouro      |                   |                     |                   |
| 2005 | Campeonato Nacional Americano             | 4º  |                  | Medalha de ouro      | Medalha de bronze |                     | Medalha de ouro   |
| 2005 | Campeonato Mundial de Ginástica Artística |     |                  | Medalha de bronze    |                   |                     | Medalha de ouro   |
| 2005 | Copa do Mundo – Ghent                     |     |                  | Medalha de ouro      |                   |                     | Medalha de ouro   |
| 2005 | Copa do Mundo – Paris                     |     |                  | Medalha de ouro      |                   |                     | 6º                |
| 2005 | Copa América                              |     |                  | Medalha de ouro      |                   |                     | Medalha de prata  |
| 2006 | Campeonato Nacional Americano             | 5º  |                  | Medalha de ouro      | 6º                | 8º                  | Medalha de ouro   |
| 2006 | Campeonato Mundial de Ginástica Artística |     | Medalha de prata | Medalha de prata     |                   |                     |                   |
| 2006 | Copa do Mundo – Ghent                     |     |                  | Medalha de prata     |                   |                     |                   |
| 2007 | Campeonato Nacional Americano             |     |                  | Medalha de ouro      | Medalha de bronze |                     | Medalha de bronze |
| 2007 | Campeonato Mundial de Ginástica Artística |     | Medalha de ouro  | Medalha de bronze    |                   |                     | Medalha de prata  |
| 2008 | Campeonato Nacional Americano             |     |                  | Medalha de ouro      | Medalha de bronze |                     | Medalha de prata  |
| 2008 | Pré-Olímpico                              |     |                  | Medalha de ouro      | 5º                |                     | 5º                |
| 2008 | Jogos Olímpicos                           |     | Medalha de prata | 4º                   |                   |                     |                   |
| 2010 | Campeonato Nacional Americano             |     |                  | Medalha de ouro      | Medalha de prata  |                     |                   |
| 2010 | Campeonato Mundial de Ginástica Artística |     | Medalha de prata | Medalha de ouro      | 5º                |                     |                   |
| 2011 | Campeonato Nacional Americano             |     |                  | Medalha de prata     | Medalha de ouro   |                     | 8º                |

## Aparições públicas

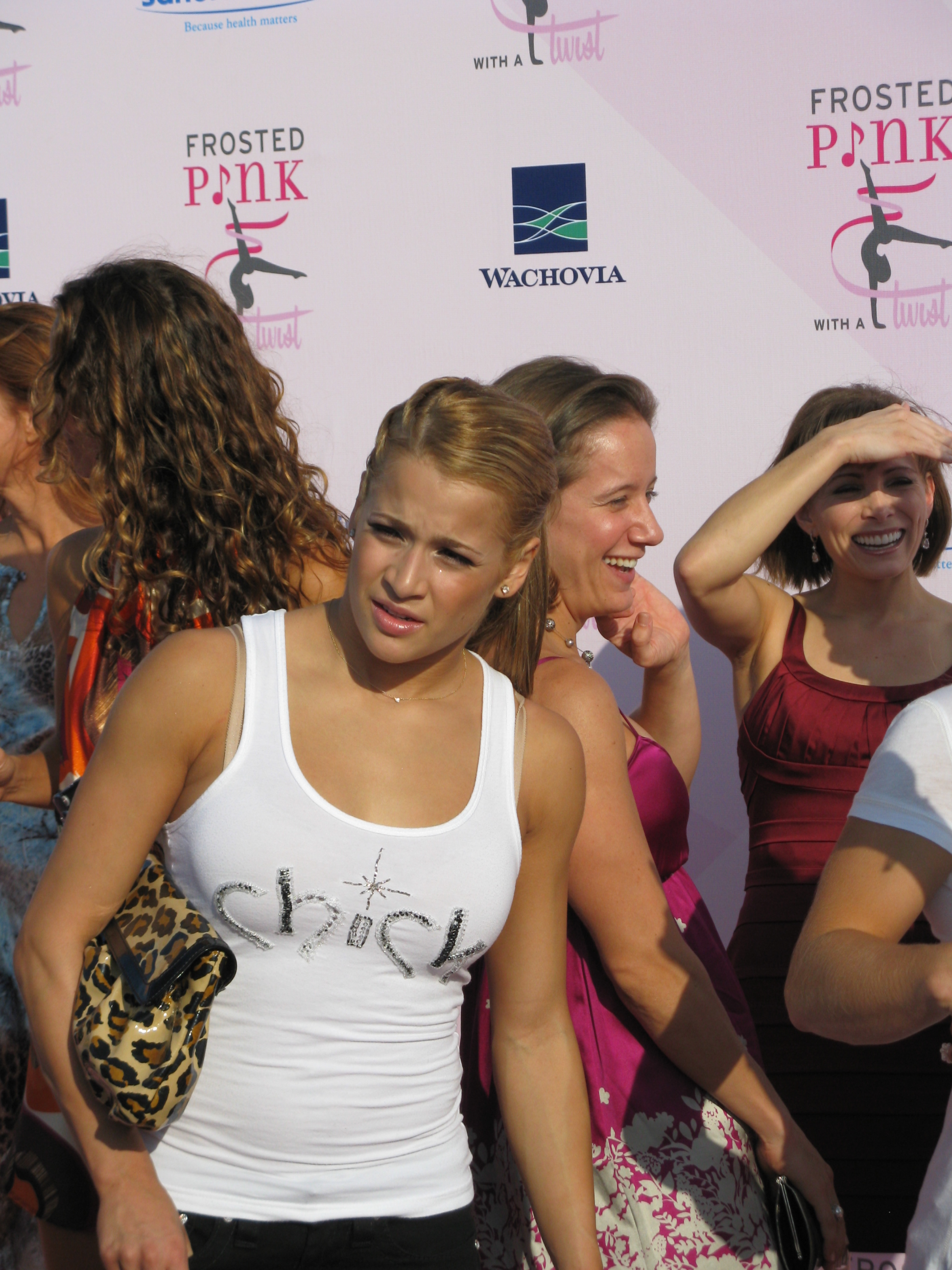
Alicia no Frosted Pink

Não é apenas nos ginásios que Sacramone é conhecida. Ao lado de suas companheiras de equipe, Nastia Liukin e Shawn Johnson, a ginasta fora eleita garota propaganda da marca de cosméticos, CoverGirl. Em 2008, logo após as Olimpíadas, a ginasta participiou, por pouco tempo, das apresentações do Gymnastics Superstars e em seguida, do programa-campanha Frosted Pink contra o câncer, no dia 14 de setembro de 2008.
Alicia é também membro da equipe 24 Fitness e colabora como porta-voz da companhia. Além de aparecer em vários programas de tv e entrevistas, como os programas The Today Show e The Oprah Winfrey Show - ao lado dos demais medalhistas olímpicos estadunidenses. Alicia Sacramone, famosa por sua perseverança, principalmente depois das quedas nos Jogos de Pequim 2008, demonstrou interesse em um programa onde discutiria seu senso de moda, visto que é essa sua formação acadêmica. Para isso, entrou em contato com empresas, como a MTV, Bravo, A&E e Style. Em 2009, após decidir não mais voltar a treinar competitivamente por um dado período, começou a trabalhar para a empresa Tankfarm, que desenha e produz uma linha de roupas masculinas.